# Mohammed Al Attas
Mohammed Al Attas (tiếng Ả Rập:محمد العطاس) (sinh ngày 5 tháng 8 năm 1997) là một cầu thủ bóng đá người Các Tiểu vương quốc Ả Rập Thống nhất. Hiện tại anh thi đấu cho Al Jazira.

### Bàn thắng quốc tế
Bàn thắng và kết quả của UAE được để trước.
| #  | Ngày                | Địa điểm                                      | Đối thủ           | Bàn thắng | Kết quả | Giải đấu |
| -- | ------------------- | --------------------------------------------- | ----------------- | --------- | ------- | -------- |
| 1. | 30 tháng 8 năm 2019 | Sân vận động Quốc gia Bahrain, Riffa, Bahrain | Cộng hòa Dominica | 1–0       | 4–0     | Giao hữu |